# Терновое (Подгоренский район)
Терновое — поселок в Подгоренском районе Воронежской области.
Входит в состав Гришевского сельского поселения.

## География
В поселке имеются две улицы — Молодежная  и Овражная.

## Население
| 2010 |
| ---- |
| 220  |

## Социальная сфера
В 2000 году в поселке Терновое открылась новая двухэтажная школа с пришкольным участком в 0,5 га.